# 290-й отдельный мотострелковый полк оперативного назначения
290-й отдельный мотострелковый полк оперативного назначения, полное наименование 290-й отдельный мотострелковый Новороссийский Краснознамённый имени Ленинского комсомола полк оперативного назначения ВВ МВД СССР (в/ч 3217) — мотострелковый полк внутренних войск НКВД СССР и внутренних войск МВД СССР.

## История

### Великая Отечественная война
Сформирован на основании приказа НКВД СССР от 13 апреля 1942 года. Формировался в промежутке между 27 апреля и 23 июля 1942 года в городе Середа (по другим данным, в апреле 1942 года Краснодарском крае) под названием 290-й стрелковый полк НКВД СССР (п/п 13211). В состав полка был включён частично личный состав 87-го и 122-го стрелковых полков войск НКВД по охране железных дорог и 159-го стрелкового полка войск НКВД СССР по охране особо важных предприятий промышленности.
23 сентября 1942 года на основании Указа Президиума Верховного Совета СССР полку было вручено Революционное Красное Знамя. С 29 сентября полк в частях действующей Красной Армии. Изначально был в составе 17-й отдельной стрелковой бригады НКВД СССР, позже передислоцирован в грузинский город Гурджаани, с 11 октября 1942 года в составе Тбилисской стрелковой дивизии внутренних войск НКВД СССР, занимался охраной Военно-грузинской дороги. С ноября 1942 года — в оперативном подчинении Ордоникидзевской стрелковой дивизии.
15 января 1943 года полк был включён в состав Управления внутренних войск НКВД Северо-Кавказского округа, с 19 января пребывал в составе Грозненской стрелковой дивизии внутренних войск НКВД СССР. В марте 1943 года получил условное наименование «в/ч полевая почта № 33146». 18 марта включён в состав новосформированной Отдельной стрелковой дивизии внутренних войск НКВД СССР, выведен из её состава 21 апреля на основании боевого распоряжения штаба 18-й армии, отданного днём ранее.
С 22 по 23 апреля 290-й стрелковый полк участвовал в обороне плацдарма «Малая земля» в районе Мысхако, куда был переброшен на судах Черноморского флота. С 23 по 30 апреля в ходе наступательных боёв полк потерял убитыми 112 человек, ранеными 271 человека и 40 пропавшими без вести. Силами полка были убиты и ранены 450 немецких солдат, уничтожены 9 миномётов, 1 наблюдательный пункт и 2 дзота. 26 августа 1943 года командир 20-го стрелкового корпуса генерал-майор Гордеев объявил благодарность личному составу полка. 27 августа того же года полк вернулся в Геленджик.
В ночь на 11 сентября 1943 года полк в составе управления части и двух линейных батальонов под командованием подполковника И. В. Пискарёва, командовавшего полком с момента его образования, высадился в Новороссийском порту, где до 16 сентября участвовал в боях за освобождение города. Остальные части полка под командованием начальника штаба полка майора Лысенко участвовали в наступлении вдоль северного берега Цемесской бухты в направлении вокзала Новороссийска, чтобы соединиться с основными силами. 16 сентября сводный отряд прорвался в центр города и поднял красный флаг над руинами кинотеатра «Москва». В тот же день за боевые заслуги полк был удостоен почётного наименования «Новороссийский», а личному составу была объявлена благодарность: командир полка Пискарёв был удостоен звания Героя Советского Союза, 665 военнослужащих были награждены государственными наградами. С 17 сентября полк начал гарнизонную службу в городе.

### Депортации народов и окончание войны
13 декабря 1943 года в соответствии с шифротелеграммой ГУВВ НКВД СССР полк был включён в состав 4-й стрелковой дивизии внутренних войск НКВД СССР, а 19 декабря выведен из состава действующей Красной армии. Участвовал в депортации чеченцев и ингушей (с 23 февраля 1944 года) и кабардино-балкарцев (с 5 марта 1944 года) в Казахстан. 17 марта включён в состав управления внутренних войск НКВД Северо-Кавказского округа, 12 апреля передислоцирован в Симферополь, 14 апреля возвращён в состав действующей Красной Армии. С 12 по 19 марта участвовал в депортации крымских татар в Узбекистан, 31 мая снова выведен из состава действующей Красной армии. С мая 1944 по 24 ноября 1945 года нёс гарнизонную службу в Крыму и очищал Крым от антисоветски настроенных элементов (в том числе от пособников немецких оккупантов).
Из состава 4-й стрелковой дивизии внутренних войск НКВД СССР выведен 12 августа 1944 года, с середины того же года имел условное наименование «в/ч 3217». В феврале 1945 года участвовал в охране участников Ялтинской конференции — глав стран антигитлеровской коалиции. С октября 1945 года носил название 290-й отдельный мотострелковый Новороссийский полк внутренних войск НКВД СССР, был включён в состав Управления ВВ НКВД Украинского округа. С 24 ноября 1945 года нёс службу в Киеве, участвовал в мероприятиях по охране общественного правопорядка, членов ЦК КПУ(б), Совета министров УССР, Верховного Совета УССР, НКВД-МВД УССР, НКГБ-МГБ УССР и правительственных учреждений УССР.

### Борьба против ОУН-УПА
В 1945—1947 годах подразделения 290-го отдельного мотострелкового полка участвовали в ликвидации вооружённых отрядов членов ОУН и УПА («бандеровское» крыло) и Службы безопасности ОУН(б) на территории Западной Украины. Так, в 1945 году полк провёл 26 таких подобных военных операций, в ходе которых были убиты 39 членов ОУН-УПА и Службы безопасности ОУН(б), арестованы 49 и ещё добровольно сдались 25 человек, а также задержаны 32 пособника. В качестве трофеев были захвачены два ручных пулемета, 9 винтовок и карабинов, 11 пистолетов-пулемётов, 14 пистолетов и револьверов, 58 гранат и 830 патронов. Полк потерял убитыми и умершими от ран одного человека, ещё 6 были ранены.
В 1946 году полком были уничтожены 139 членов ОУН-УПА и СБ, а также взяты в плен 174 человека. Сам полк потерял 4 человек убитыми и 7 ранеными. 21 января 1947 года произошли два события: приказом МВД и МГБ СССР полк был передан в состав внутренних войск МГБ СССР, а в тот же день школа сержантского полка в 2 км восточнее села Жуков Бережанского района Тернопольской области вступила в бой в подземном схроне, уничтожив четырёх повстанцев. Среди убитых был и глава Службы безопасности ОУН(б) Николай Арсенич. По другим данным, Арсенич сам застрелил свою жену, связную, сжёг все документы и сам застрелился (его охранник, находившийся в том же схроне, якобы подорвался на гранате).

### Последующие годы
С декабря 1947 года полком командовал П. Е. Корженко. 5 сентября 1951 года полк был преобразован в 18-й отряд внутренней охраны (в/ч 3217) или 18-й отдельный Новороссийский мотоотряд внутренней охраны МГБ СССР, который с 14 марта 1953 года числился в составе Внутренней охраны МВД СССР. Приказом МВД СССР от 18 июня 1953 года он получил статус моторизованного, приказом того же ведомства от 6 февраля 1954 года — мотострелкового (18-й мотострелковый Новороссийский отряд внутренней охраны МВД СССР).
Приказом МВД УССР от 23 апреля 1960 года отряд был принят в состав внутренней охраны МВД УССР и получил статус отдельного. Указом Президиума Верховного Совета СССР от 22 февраля 1968 года отряд был награждён орденом Красного Знамени (по другим данным, награждение состоялось 26 марта) по случаю 50-летия внутренних войск. 28 ноября 1968 года приказом МВД СССР на базе 18-го отдельного мотострелкового отряда Внутренней охраны должен был быть сформирован 290-й отдельный мотострелковый полк ВВ МВД СССР (в/ч 3217): формирование фактически состоялось в следующем году, а полку присвоили наименование имени Ленинского Комсомола.
Полк участвовал в обеспечении правопорядка в Одессе в 1970 году во время ликвидации эпидемии холеры, а также в Киеве в 1980 году во время проведения Олимпийских игр. С 24 апреля 1986 по май 1987 года части полка находились в зоне отчуждения Чернобыльской АЭС, участвуя в ликвидации последствий аварии, охране общественного порядка и борьбе против мародёрства. В частности, в ликвидации последствий аварии участвовали 3-й и 4-й батальоны полка. С 1988 по 1991 годы полк выполнял миротворческую миссию в советских республиках Закавказья. Статус полка оперативного назначения получил 18 января 1990 года приказом МВД СССР.
Указом Верховной Рады Украины от 30 декабря 1991 года «О подчинении ВВ МВД СССР на Украине исключительно МВД Украины» полк включен в состав внутренних войск МВД Украины. 290-й отдельный мотострелковый полк вошёл в состав Внутренних войск МВД Украины, а позже был передан в состав Национальной гвардии Украины. Приказом Командования Нацгвардии от 2 января 1992 года 290-й полк был расформирован, а на его основе был создан 1-й полк Национальной гвардии Украины (в/ч 4101).

### Иные части
На базе 3-го и 4-го батальонов полка, а также ряда других частей приказом МВД СССР от 18 мая 1987 года был создан 17-й полк Управления специальных частей Внутренних войск МВД СССР.

## Структура полка
1942 год
- управление части
- химический взвод
- сапёрный взвод
- взвод разведки
- транспортный взвод
- рота связи
- рота автоматчиков
- минометная рота
- истребительно-противотанковая батарея
- три линейных стрелковых батальона, состав каждого:
  - командование
  - отделение связи
  - пулеметный взвод
  - три стрелковые роты